# Маньчжурский заяц
Маньчжурский заяц, или манчжу́рский за́яц (лат. Lepus mandshuricus) — млекопитающее рода зайцев отряда зайцеобразных. Ранее его часто объединяли с японским кустарниковым зайцем (Lepus brachiurus) или выделяли в отдельный род Caprolagus.

## Внешний вид
Маньчжурский заяц относится к мелким зайцам: длина его тела 40—55 см (по другим данным — 43-49 см), вес 1,3—2,5 кг. Задние ноги и уши у него относительно короткие; длина ушей 7,5—9 см. Хвост также короткий, чёрно-бурый сверху. Внешне коротконогий и короткоухий маньчжурский заяц напоминает дикого кролика. Волосяной покров довольно жёсткий, щетинистый. Окраска спины и верха головы охристо-бурая с чёрной рябью и пестринами. Посередине спины проходит полоса более длинных тёмных волос. Бока светлее спины, брюхо грязно-белое. На щеках разбросаны крупные светлые пятна, под глазами тёмные полосы. Сезонного изменения окраски нет. В южной части ареала нередки особи-меланисты, у которых окраска верха тела чёрная, горло палевое, а низ тела чисто-белый. В кариотипе 48 хромосом.

## Распространение
На территории России находится северная часть ареала этого вида. Маньчжурский заяц распространён на юге Дальнего Востока: в долине среднего и частично нижнего течения Амура и по всему Приморью (Сихотэ-Алинь, Приморский край). Граница его ареала на севере доходит до 49° с. ш., а по долине Амура до 51° с. ш. На севере известен до Благовещенска. За пределами России водится в Северо-Восточном Китае (Маньчжурия), на севере Корейского полуострова.

## Образ жизни
Как и беляк, это типично лесной обитатель, предпочитающий широколиственные леса с густым кустарниковым подлеском. Предпочитает участки с зарослями орешника и молодого дубняка, осинники и березняки. Наиболее типичными для него биотопами являются небольшие заросшие увалы вдоль рек и ключей. Держится на низких водораздельных участках со скалами и каменистыми завалами, в поймах рек, на поросших кустарником островах. Зимой предпочитает крутые южные склоны сопок, где скапливается мало снега. Охотно заселяет зарастающие гари и лесосеки. Хвойных насаждений избегает. Старых, сомкнутых насаждений также не любит и селится только по их окраинам; избегает открытых мест.
Как и все зайцы, активен в тёмное время суток, наибольшая активность маньчжурских зайцев — предутренние и вечерние тёмные часы. Дневные лёжки устраивает в густом кустарнике, под валежинами и заломами, камнями; иногда занимает дупла поваленных деревьев, прикорневые пустоты и старые норы (например, барсуков). Как и многие зайцы, на лёжке он держится очень «крепко», подпуская человека на 2—3 м. Зимой, особенно при сильных снегопадах, зарывается в снег. В ненастную погоду вообще не выходит на поверхность, а кормится под снегом, прокладывая в его толще ходы. Убежища используются многократно. Индивидуальный участок маньчжурского зайца, видимо, не превышают нескольких сотен квадратных метров.
Вспугнутый человеком маньчжурский заяц стремительно убегает, но лишь до тех пор, пока не скроется из поля зрения. В отличие от других зайцев он совершенно не запутывает свои следы, не делает сметок, а стараются уйти от преследования «напрямую» и затаиться.

### Питание
Питается надземными частями различных травянистых, древесных и кустарниковых растений. Отмечено, что его ареал совпадает с ареалом леспедецы двуцветной и не выходит за границы её произрастания. Зимой подобно беляку переходит на питание молодыми побегами и корой, преимущественно тополя и осины. Питается ягодами, плодами, водорослями.

### Размножение
Биология размножения маньчжурского зайца изучена плохо. Беременные самки обычно встречаются с начала марта по июнь, а зайчата появляются в апреле — июле; видимо, в году бывает 2—3 помёта. Число зайчат в помёте небольшое, 2—6. Зайчата рождаются зрячими, с хорошо развитым волосяным покровом. Рост и развитие молодняка не изучены.

## Численность
В Приморье маньчжурский заяц обычен, на большей части Приамурья редок. Промыслового и хозяйственного значения этот заяц не имеет из-за невысокой численности, мелких размеров и низкого качества волосяного покрова. Обычно его добывают попутно при охоте на другую дичь. Природных врагов у этого зайца очень много, его ловят практически все хищные звери Дальнего Востока от колонка до леопарда. На маленьких зайчат охотятся ласки.
Колонок относится на маньчжурского зайца преимущественно зимой, нападая как и на находящихся на лёжках зайцев (по сведениям охотников, именно на зайцев на лёжках колонки охотятся чаще всего), так и передвигающихся по своему территориальному участку. Чаще всего маньчжурский заяц становится добычей колонка на проложенных им тропах и дорогах. Как и другие наземные хищники, колонки охотятся на зайцев из засады, идя по следу, или подкрадываясь к ним во время лёжки или кормёжки. За три зимних месяца колонок может истребить до 12 % местной популяции маньчжурских зайцев, однако ввиду высокому репродуктивному потенциалу зайцев она быстро восстанавливается. На зайцев охотятся прежде всего колонки-самцы, более крупные по массе и более способные к добыче крупной добычи, нежели самки.